# Fausse orque
Pseudorca crassidens
Espèce
Répartition géographique
Statut de conservation UICN

 NT  : Quasi menacé
Statut CITES
Le genre Pseudorca ne comprend qu'une seule espèce actuelle : Pseudorca crassidens, appelée communément fausse orque, pseudorque, ou faux épaulard.

## Caractéristiques générales et taxinomie
Cette espèce du sous-ordre des odontocètes (cétacés à dents) est l'une des 31 espèces de delphinidés. C'est la 2e grande espèce de la famille des delphinidés, après les Orcinus orca et plus grande que le Tursiops truncatus.
Ce sont des animaux sociables, formant des groupes comprenant jusqu'à plusieurs centaines d'individus.
Comme l'orque, c'est une redoutable prédatrice. Ses proies préférées sont la bonite et le thon, mais elle n'hésite pas à s'attaquer à des dauphins, et parfois des requins ou de jeunes baleines.
Cette espèce est parfois capturée pour les delphinariums, car elle est réputée facile à dresser.

## Description

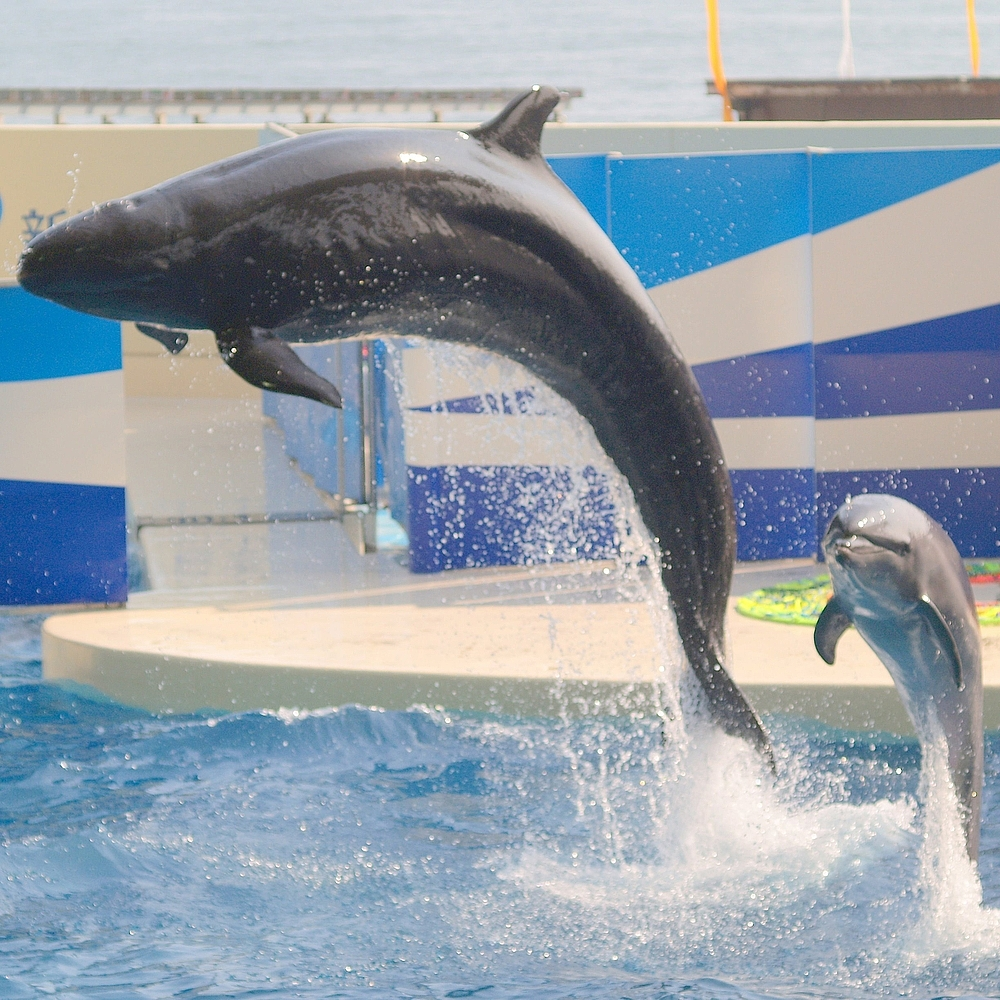
Fausse orque (à gauche) avec un grand dauphin (à droite) dans un delphinarium

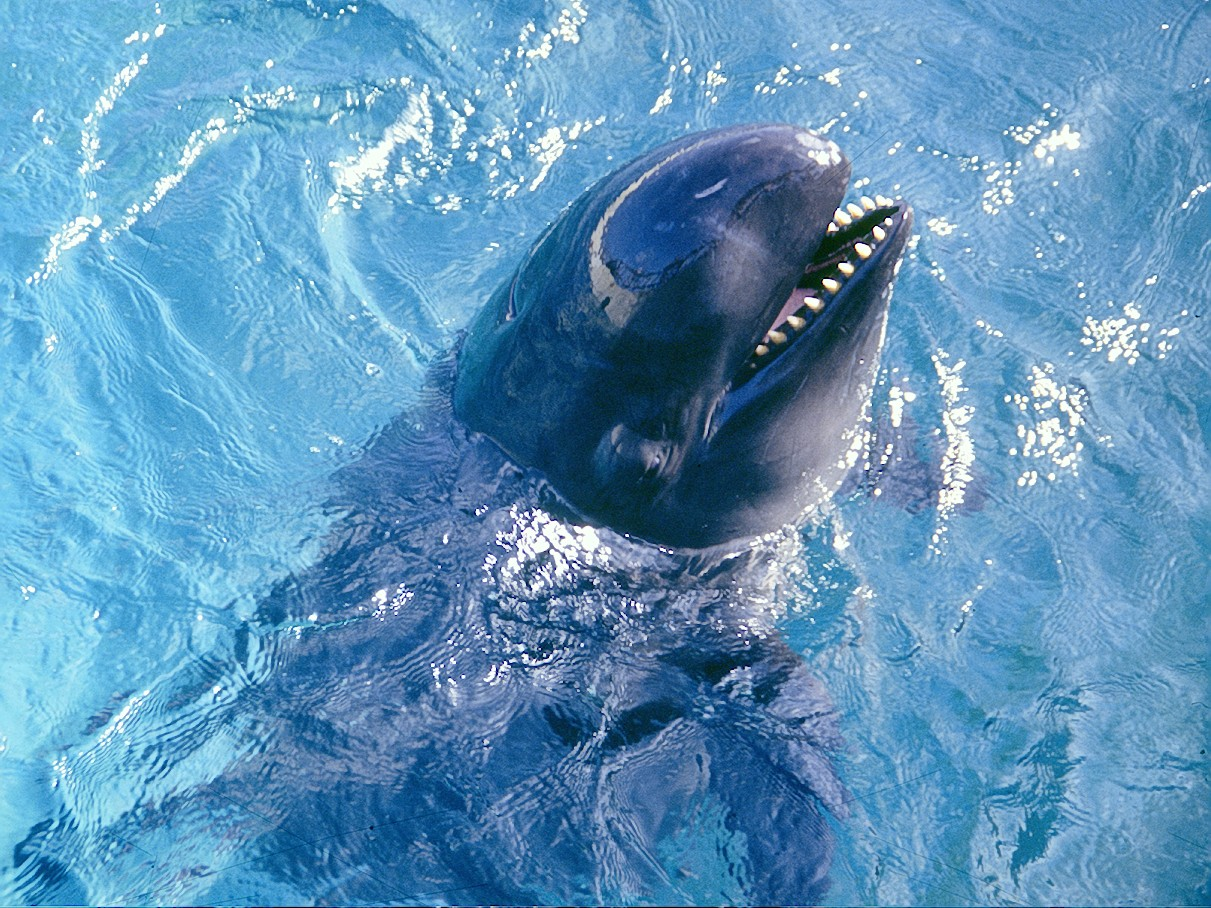
Tête d'une pseudorque

La pseudorque est entièrement noire ou gris foncé avec une tache plus claire en forme de M qui varie du gris au blanc entre les pectorales et jusqu'aux parties génitales. Ce gros dauphin n'a pas du tout de rostre et possède un melon arrondi. Ses mâchoires et sa tête sont plutôt petites par rapport au reste du corps. Ce n'est pas un animal trapu et robuste comme l'orque mais plutôt un cétacé au corps allongé et fin. Le crâne de la pseudorque mesure jusqu'à 65 cm de long. Il est court, large et robuste, doté de redoutables mâchoires de 55 cm de long, garnies de 32 à 46 dents (16 à 24 dents par mâchoire) de 8 cm de longueur pour un diamètre de 2 cm. Environ 4 cm dépassent de la gencive au maximum.
Elle nage rapidement, surfe, marsouine (28 km/h), saute bruyamment, vrille, retombe sur le flanc. Elle effectue des plongées de 18 min jusqu'à 500 m de profondeur.

## Mensurations
- Longueur des mâles : 5 à 6,2 m
- Longueur des femelles : 4 à 5 m
- Poids des mâles : jusqu'à 2,2 tonnes
- Poids des femelles : 1,2 tonne maximum
- Longueur à la naissance : 1,6 à 1,8 m (et 80 kg)

## Régime alimentaire
La pseudorque se nourrit principalement de calmars et de poissons (bonite et thon mesurant jusqu'à 60 cm de long), mais n'hésite pas à s'attaquer en groupe à des marsouins, des dauphins et même des requins. Elle n'attaque pas l'homme, mais il est préférable de ne pas trop s'aventurer sur son terrain de chasse.
En Californie, des pseudorques auraient même attaqué et tué un jeune baleineau à bosse,.

## Reproduction
La maturité sexuelle de la fausse orque apparaît vers 8-10 ans lorsque ce mammifère atteint une longueur d'environ 3,50 m. Les accouplements ont lieu toute l'année. La gestation dure de 11 à 16 mois. Le petit est allaité 18 mois mais le sevrage est complet à 2 ans. Les mises à bas s’échelonnent tous les 3-4 ans. La longévité des mâles est de 58 ans et celle des femelles de 63 ans.
Le croisement est possible entre la fausse orque et le grand dauphin. Ce cétacé hybride est appelé wholphin, balphin ou whalphin. il n’en existe actuellement que deux spécimens vivants en captivité, au Sea Life Park d’Hawaï.

## Aire de répartition
Elle n'est pas connue avec précision, mais l'espèce est réputée pouvoir être présente dans toutes les eaux tropicales et tempérées profondes. Leur population est estimée à environ 16 000 individus dans le littoral chinois et japonais. Elle est très rarement observée près des côtes, sauf lors d'échouages [réf. nécessaire].

## Menaces
Au Japon, des pêcheurs les traquent et provoquent des échouages massifs afin d'en obtenir sa chair recherchée. Elle est aussi capturée pour approvisionner les delphinariums. Certes, elle est moins exploitée que les orques ou les dauphins, mais demeure une espèce recherchée pour la captivité.
Du fait de sa position dans le réseau trophique, elle est bioaccumulatrice de nombreux polluants, dont le mercure déjà fortement concentré par les thons et les bonites (sous forme de méthylmercure notamment, composé encore plus toxique que le mercure métallique pur).

## Prédateurs
En 2009, une pseudorque a été retrouvée échouée des suites de morsures d'un grand requin blanc et beaucoup de pseudorques comportent des cicatrices de morsures attribuées à des requins.
Au large de la Nouvelle-Zélande en 2010, un groupe de touristes a été témoin de l'attaque d'un groupe d'orques sur un groupe de pseudorques, les orques ayant fait un carnage en tuant quasiment toutes les pseudorques. Ce comportement n'est pas commun et les scientifiques pensent que la baisse des ressources naturelles en est la cause.

## Espèces proches
- L'orque naine - Feresa attenuata
- L'orque - Orcinus orca

### GenrePseudorca
- (en) Mammal Species of the World (3e  éd., 2005) : Pseudorca
- (fr) CITES : taxon  Pseudorca crassidens (sur le site du ministère français de l'Écologie) (consulté le 20 mai 2015)
- (fr + en) ITIS : Pseudorca  Reinhardt, 1862
- (en) Animal Diversity Web : Pseudorca
- (en) NCBI : Pseudorca (taxons inclus)
- (fr + en) CITES : genre Pseudorca (sur le site de l’UNEP-WCMC)

### EspècePseudorca crassidens
- (fr + en) ITIS : Pseudorca crassidens  (Owen, 1846)
- (en) Animal Diversity Web : Pseudorca crassidens
- (en) NCBI : Pseudorca crassidens (taxons inclus)
- (en) UICN : espèce Pseudorca crassidens (Owen, 1846) (consulté le 31 août 2020)
- (en) CITES : Pseudorca crassidens (Owen, 1846)  (+ répartition sur Species+) (consulté le 20 mai 2015)